# Сивак, Йозеф
Йозеф Сива́к (14 января 1886, Бобровец — 27 января 1959, Братислава, ЧССР) — словацкий и чехословацкий политический, государственный и общественный деятель, и. о. обязанности премьер-министра Первой Словацкой республики в составе Чехословацкой Республики (9-11 марта 1939), министр образования автономной Словакии (1939—1944), педагог, поэт, редактор и журналист.

## Биография
Получил педагогическое образование. Учительствовал. Встретился и подружился с Андреем Глинкой, стал членом его партии. С декабря 1918 г. — первый секретарь Глинковой словацкой народной партии. Принадлежал к умеренному крылу ГСНП, выступал за автономию Словакии в рамках Чехословакии. В конце 1918 г. был избран депутатом Революционного национального собрания Чехословакии (до 1920). Был в числе депутатов Сейма Словацкой земли в составе Чехословакии, а также Сейма Первой словацкой республики.
После обретения Чехословакией независимости работал школьным инспектором в Прьевидза. В 1924 году вновь стал депутатом Национального собрания, где работал до 1938 года. С 1937 года — заместитель председателя Национального собрания.
С 9 по 11 марта 1939 года исполнял обязанности премьер-министра Первой Словацкой республики в составе Чехословацкой Республики, одновременно возглавлял все министерства (в том числе внутренних дел, юстиции, кроме Министерства финансов).
В правительствах Карола Сидора и Йозефа Тисо занимал кресло министра образования автономной Словакии (1939—1944). Принимал участие в создании Словацкой академии наук и искусств, предшественника Словацкой академии наук. Решительно выступил против депортации евреев из Словакии.
После окончания Второй мировой войны был арестован и приговорён к двухлетнему тюремному заключению за свою деятельность в автономном словацком государстве. После освобождения в декабре 1947 г. некоторое время работал казначеем в типографии.
Автор многих статей и стихов, которые публиковал в газетах и журналах. Во второй половине 1920-х годов работал редактором (публиковался под псевдонимом Trávnicky). Ему принадлежит авторство нескольких словацких учебников.

## Награды
- Кавалер Ордена Святого Сильвестра (1928)